# یوییچی نیشیمورا

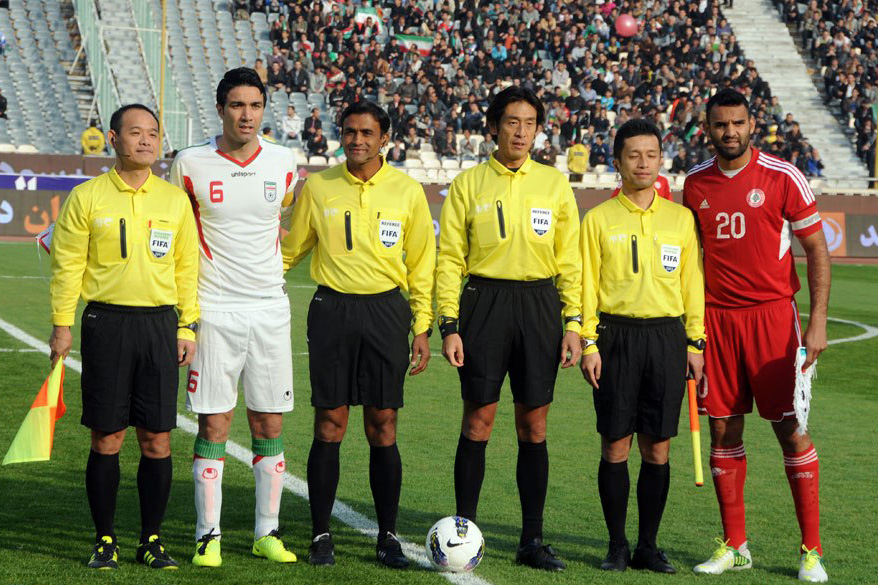
یوییچی نیشیمورا (سومین نفر از راست) - فوریه ۲۰۱۳

یوییچی نیشیمورا داور ژاپنی متولد ۱۷ آوریل ۱۹۷۲ در توکیو می‌باشد او در سال ۲۰۰۷ رقابت‌های جام جهانی زیر ۱۷ سال را سوت زد و در جام جهانی ۲۰۱۰ بازی‌هایی چون اروگوئه با فرانسه و هلند با برزیل سوت زده‌است. در جام جهانی 2014 نیز بازی افتتاحيه میان برزیل و کرواسی را سوت زد که این قضاوت، با انتقاداتی همراه بود.